# Palác Chlumeckých

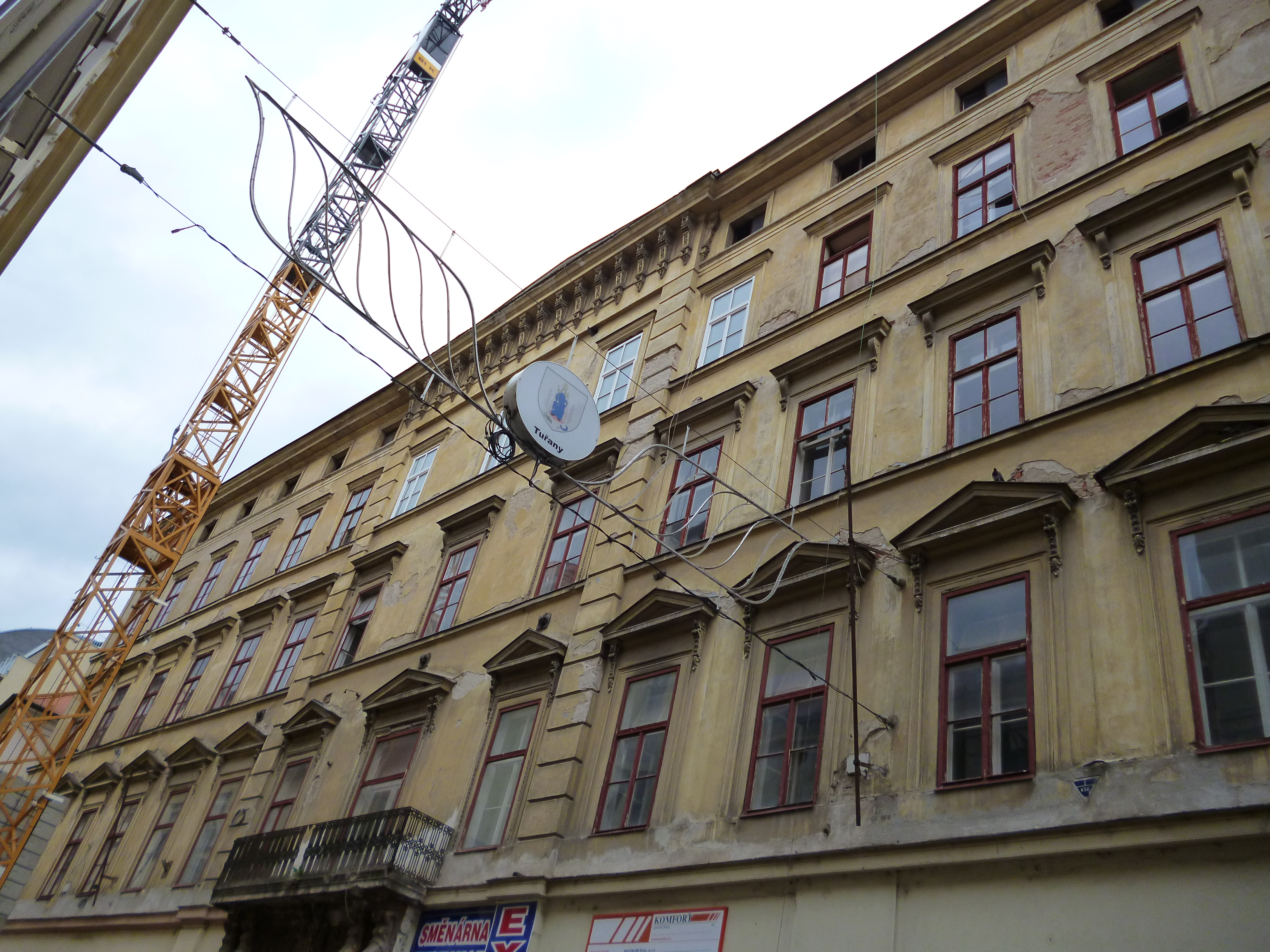
Palác Chlumeckých během rekonstrukce

Palác Chlumeckých (či Chlumetzkých, také Anenský dvůr) je palácová budova v centru města Brna, na rohu ulic Česká (č. p. 156, č. o. 6) a Jakubská (č. o. 1). Byl postaven v polovině 19. století na místě čtyř měšťanských domů pro Annu Chlumeckou. Palác je chráněn jako kulturní památka České republiky.

## Historie
Klasicistní či novorenesanční nájemný dům byl postaven v polovině 19. století. Vznikl na místě původních čtyř středověkých měšťanských domů.

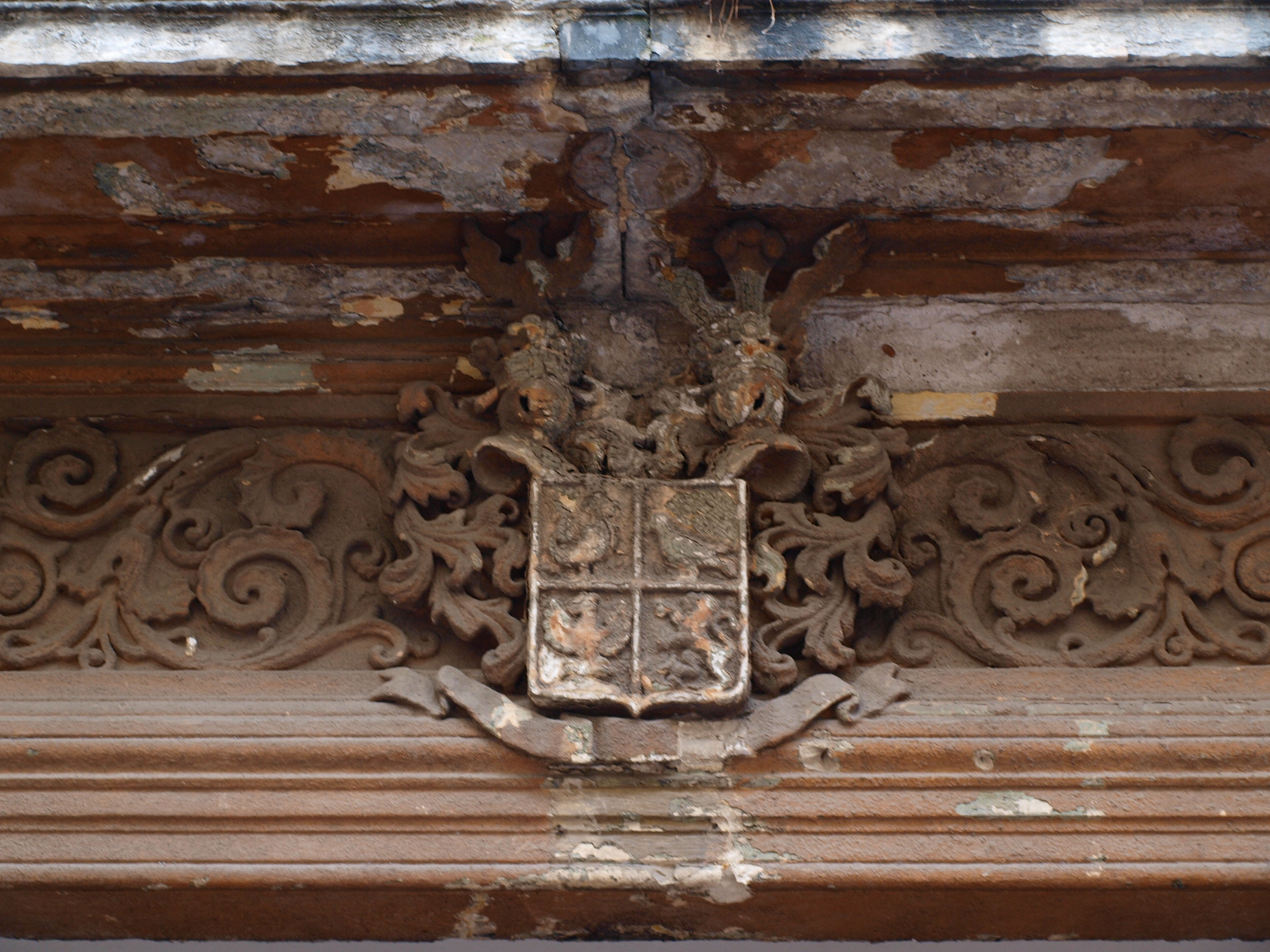
Erb rodu Chlumeckých nad vstupním portálem (před rekonstrukcí).

Jeho první majitelkou byla Anna Chlumecká, žena dvorního rady a velkostatkáře Antona Johanna Rittera von Chlumetzky. Znak rodu Chlumeckých je patrný na původním portálu z České ulice a ve dvoře je umístěna socha svaté Anny. Od roku 1885 byl palác v majetku dvou dcer Terezie von Amberg a Emilie von Fiedler, rozených Chlumeckých.
Od roku 1852 zde sídlila Obchodní a živnostenská komora, od roku 1856 také Vojenský zemský soud. V letech 1853–1897 v paláci byla i německá Ruprechtova obchodní škola. Působil zde 1. brněnský pěvecký a čtenářský kroužek pro dělníky a živnostníky, založený koncem roku 1867. Později se sem z Běhnouské ulice přesunula redakce Lidových novin, která zde sídlila mezi lety 1907 a 1942. V redakční kanceláři mimo jiné roku 1928 spáchal sebevraždu Rudolf Těsnohlídek. Od roku 1910 byla v přízemí v provozu Brichtova kavárna. Ještě před rekonstrukcí v přízemí sídlila pivnice a restaurace Středověká krčma.
V roce 2011 budovu koupila společnost Magnum. Od roku 2012 palác, který byl v havarijním stavu, rekonstruovala. K výraznějším změnám došlo při přesunu atria z přízemí o dvě patra výš, čímž se navýšily obchodní prostory. Hlavní vchod, původně z České ulice, byl přesunut do ulice Jakubské. V podzemí byly vybudovány garáže. Podle původního záměru měla být oprava hotova na podzim 2013. Veřejnosti byl otevřen na konci dubna 2014. Rekonstrukce stála přibližně 400 milionů korun. Pozdně klasicistní socha svaté Anny, která byla umístěna na stěně ve dvoře (ten byl při přestavbě změněn na atrium), měla být při rekonstrukci původně posunuta o půl patra výše, ovšem kvůli špatnému technickému stavu, kdy hrozilo její rozpadení, se tak nestalo. Nově vzniklá pavlač ji tak musela obestoupit. Přerušení pavlače odmítli z bezpečnostních důvodů hasiči, naopak výsledné řešení s krátkým úsekem prosklené pavlače schválili památkáři.